# Cotahuasi Canyon

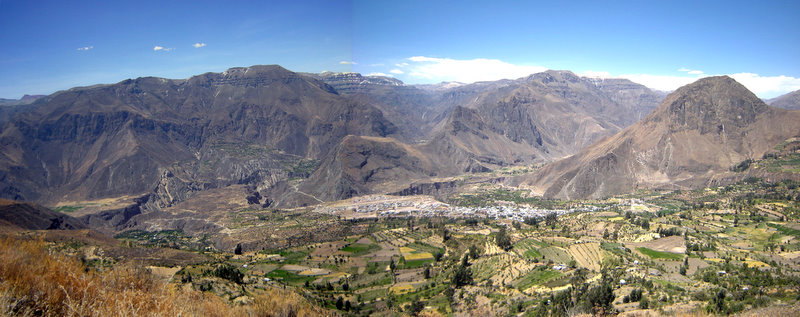
Panoramabild över Cotahuasi Canyon.

Cotahuasi Canyon nära staden Arequipa i Peru är Amerikas djupaste ravin. Dess största djup är 3 535 m.

## Djup
Med ett djup på 3 535 m är det en av de djupaste kanjonerna i världen. Den överträffas bara av Yarlung Tsangpo Canyon med 5 590 m, Apurímac Canyon med 4 691 m, Kali Gandaki Canyon med 4 375 m djup. Om man betraktar den från botten av flodkanalen till toppen av kanjonbergen, når Cotahuasi upp till 6 093 m vid vissa punkter.
Kanjonen sträcker sig 100 kilometer från Huanzo-lagunen, där Cotahuasifloden rinner upp, till dess korsning med Ocoña-floden.